# کارین ول
کارین وِل (ایتالیایی: Karin Well؛ زادهٔ ۱۹۵۴) با نام اصلیِ ویلما تروکولو بازیگر و مدل پیشین اهل ایتالیا است که بیشتر در فیلم‌های درجهٔ ب بازی می‌کرد. او مابین سال‌های ۱۹۷۱ تا ۱۹۸۹ در چنین فیلم در سبک‌های وسترن اسپاگتی، ترسناک، کمدی سکسی سبک ایتالیایی و دِکامرونی نقش‌آفرینی نمود و عکسش به‌عنوان مدل، بر جلدِ مجلهٔ پلی‌من چاپ شد. وی را به سبب شباهت‌هایِ ظاهریِ فراوان، همزاد رافائلا کارا لقب داده‌اند.
از فیلم‌هایی که وی در آن‌ها نقش داشته است، می‌توان به آرتینو و استدلال‌هایش در مورد روسپی‌های درباری، زنان شوهردار و… مردان بی‌غیرت، خواهرزن کوچک، راهبه آتش‌پاره، صومعه گناهکاران و خالهٔ مونیکا اشاره نمود.